# Wangbangsan
Wangbangsan (737 m s.l.m.) è una montagna ubicata nella provincia del Gyeonggi-do, sita nella Corea del Sud. Si trova tra le città di Pocheon e Dongducheon e ha un'altitudine di 737 metri.

## Riferimenti
- Yu Jeong-yeol, 한국의 산 여행 (Travel Guide to Korean Mountains), Seoul, 관동 상억연구회 (Kwandong), 2007, ISBN 978-89-958055-1-0.